# État des Druzes
Ne doit pas être confondu avec Djébel el-Druze.
1921–1936
Entités précédentes :
- État de Damas

Entités suivantes :
- République syrienne

L'État des Druzes, territoire des Druzes, État du Djebel druze ou Djebel Druze est un ancien territoire détaché de l'État de Damas par l'arrêté no 1343 du haut-commissariat de la République française en Syrie et au Liban du 16 mars 1921 et auquel l'autonomie administrative est accordée par l'arrêté no 1641 du 24 octobre 1922 dans le cadre du mandat français en Syrie. Il disparaît en 1936.

## Histoire

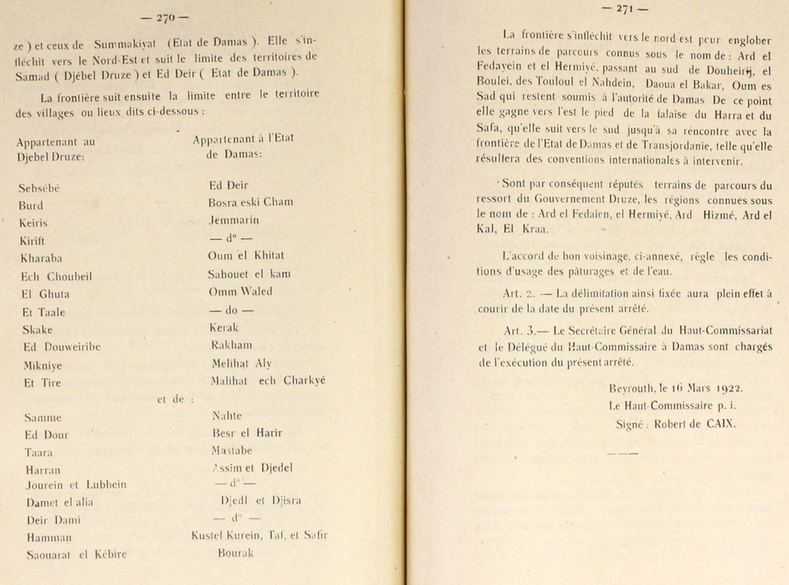
Frontières de l'État des Druzes

La communauté druze s'est implantée en Syrie méridionale, dans des montagnes portant le nom de Djebel Druze, au XVIIIe siècle. Elle se construit autour d'une culture singulière et d'une résistance historique aux attaques des Ottomans.
Le 25 juillet 1920, le général Gouraud, haut-commissaire de France, rentre à Damas et chasse le roi Fayçal que les Britanniques installent alors à Bagdad. Plusieurs arrêtés entrant en vigueur le 1er septembre forment aussitôt quatre entités territoriales : l'État du Grand Liban (arrêté numéro 318 du 31 août 1920), le territoire des Alaouites (arrêté numéro 319 du 31 août 1920), l'État d'Alep (arrêté numéro 330 du 1er septembre 1920) et l'État de Damas (idem). Le 16 mars 1921, un « territoire Druze » est détaché de l'Etat de Damas. L'autonomie administrative est accordée à ce territoire le 24 octobre 1922 sous le nom de « territoires de l'État du Djebel Druze au Hauran », tandis qu'une autonomie moins large est accordée au sandjak d'Alexandrette.
L'État des Druzes, nommé un temps État de Soueïda, insurgé en 1925, est difficilement contrôlé par la France. Très montagneux, habité par une population combative et qui pratique une religion particulière, le territoire est doté d'un statut organique par arrêté du 14 mai 1930. En fait, les Druzes se soulèvent très vite contre les français lors de la grande révolte syrienne, qui les oppose aux forces du mandat de 1925 à 1926.
Le régime spécifique prend fin lorsque le gouvernement français envisage en 1936 l'indépendance de la Syrie. L'État des Druzes est alors intégré à la Syrie mandataire le 2 décembre 1936 en même temps que l'État des Alaouites.

### Démographie
| Religion | Habitants | Proportion |
| -------- | --------- | ---------- |
| Druze    | 43,000    | 84.8%      |
| Chrétien | 7,000     | 13.8%      |
| Sunnite  | 700       | 1.4%       |
| Total    | 50,700    | 100%       |